# Đại hội Thể thao học sinh Đông Nam Á
Đại hội Thể thao học sinh Đông Nam Á (tiếng Anh: ASEAN School Games) là đại hội thể thao thường niên dành cho học sinh trung học trong Hiệp hội các quốc gia Đông Nam Á (ASEAN) và được tổ chức dưới sự ủy quyền của Hội đồng Thể thao Trường học Đông Nam Á (ASSC). ASSC là một hội đồng thể thao khu vực phi chính trị nhằm thúc đẩy thể thao giữa các quốc gia thành viên. ASG đầu tiên được tổ chức theo thể thức mới và được tổ chức bởi Thái Lan vào năm 2009, trong khi ASG thứ 2, 3 và 4 lần lượt được tổ chức bởi Malaysia, Singapore và Indonesia.

## Mục tiêu
- Để thúc đẩy sự đoàn kết ASEAN trong tuổi trẻ của chúng tôi thông qua thể thao trường học;
- Để tạo cơ hội cho các vận động viên trường học để chuẩn tài năng thể thao của họ trong khu vực ASEAN; và
- Để tạo cơ hội cho các vận động viên trường học để tương tác và tham gia vào các giao lưu văn hóa trong ASEAN.

## Các nước tham gia
| Quốc gia / IOC gọi tên | Lần đầu | Mã IOC | Ghi chú     |
| ---------------------- | ------- | ------ | ----------- |
| Myanmar                | 2017    | MYA    | —           |
| Campuchia              | 2016    | CAM    | —           |
| Lào                    | 2013    | LAO    | —           |
| Malaysia               | 2010    | MAS    | —           |
| Singapore              | 2009    | SIN    | —           |
| Thái Lan               | 2009    | THA    | —           |
| Brunei                 | 2009    | BRU    | —           |
| Việt Nam               | 2009    | VIE    | —           |
| Indonesia              | 2009    | INA    | Mã FIFA IDN |
| Philippines            | 2010    | PHI    | ISO PHL     |

## Các kỳ đại hội
| Năm                                  | Đại hội                              | Thành phố đăng cai                   | Quốc gia đăng cai                    | Số quốc gia                          | Hạng nhất                            | Hạng nhì                             | Hạng ba                              | Ref.                                 |
| Đại hội Thể thao học sinh Đông Nam Á | Đại hội Thể thao học sinh Đông Nam Á | Đại hội Thể thao học sinh Đông Nam Á | Đại hội Thể thao học sinh Đông Nam Á | Đại hội Thể thao học sinh Đông Nam Á | Đại hội Thể thao học sinh Đông Nam Á | Đại hội Thể thao học sinh Đông Nam Á | Đại hội Thể thao học sinh Đông Nam Á | Đại hội Thể thao học sinh Đông Nam Á |
| ------------------------------------ | ------------------------------------ | ------------------------------------ | ------------------------------------ | ------------------------------------ | ------------------------------------ | ------------------------------------ | ------------------------------------ | ------------------------------------ |
| 2009                                 | I                                    | Suphan Buri                          | Thái Lan                             | 5                                    | Thái Lan (72)                        | Việt Nam (18)                        | Indonesia (13)                       | [ 4 ]                                |
| 2010                                 | II                                   | Kuala Lumpur                         | Malaysia                             | 7                                    | Malaysia (45)                        | Thái Lan (32)                        | Indonesia (14)                       | [ 5 ]                                |
| 2011                                 | III                                  | Singapore                            | Singapore                            | 7                                    | Thái Lan (29)                        | Singapore (26)                       | Malaysia (21)                        | [ 6 ]                                |
| 2012                                 | IV                                   | Surabaya                             | Indonesia                            | 7                                    | Thái Lan (38)                        | Indonesia (33)                       | Malaysia (29)                        | [ 7 ]                                |
| 2013                                 | V                                    | Hà Nội                               | Việt Nam                             | 8                                    | Việt Nam (50)                        | Malaysia (25)                        | Thái Lan (24)                        | [ 8 ]                                |
| 2014                                 | VI                                   | Marikina                             | Philippines                          | 7                                    | Malaysia (41)                        | Thái Lan (35)                        | Indonesia (15)                       | [ 9 ]                                |
| 2015                                 | VII                                  | Bandar Seri Begawan                  | Brunei                               | 8                                    | Indonesia (25)                       | Malaysia (20)                        | Thái Lan (13)                        | [ 10 ]                               |
| 2016                                 | VIII                                 | Chiang Mai                           | Thái Lan                             | 8                                    | Thái Lan (56)                        | Indonesia (30)                       | Việt Nam (19)                        | [ 11 ]                               |
| 2017                                 | IX                                   | Singapore                            | Singapore                            | 10                                   | Thái Lan (87)                        | Indonesia (87)                       | Singapore (78)                       | [ 12 ]                               |
| 2018                                 | X                                    | Selangor                             | Malaysia                             | 10                                   | Malaysia (103)                       | Indonesia (97)                       | Thái Lan (71)                        | [ 13 ]                               |
| 2019                                 | XI                                   | Semarang                             | Indonesia                            | 10                                   | Indonesia (102)                      | Thái Lan (99)                        | Malaysia (77)                        | [ 14 ]                               |
| 2022                                 | XII                                  | Dumaguete                            | Philippines                          | 10                                   |                                      |                                      |                                      | [ 15 ]                               |
| 2024                                 | XIII                                 | Đà Nẵng                              | Việt Nam                             | 10                                   |                                      |                                      |                                      | [ 16 ]                               |

## Các môn thể thao
Đến nay, đã có tổng cộng 20 môn thể thao được tổ chức trong Đại hội Thể thao học sinh Đông Nam Á.
| Môn thể thao    | Năm                         |
| --------------- | --------------------------- |
| Điền kinh       | Tất cả                      |
| Cầu lông        | Tất cả                      |
| Bóng rổ         | 2009–2014, từ 2016          |
| Bowling         | Chỉ năm 2017                |
| Khúc côn cầu    | 2010–2011                   |
| Futsal          | Chỉ năm 2016                |
| Golf            | 2009–2016                   |
| Thể dục dụng cụ | 2009–2014, 2016–2018        |
| Bóng lưới       | 2010–2011, 2015             |
| Pencak silat    | 2012–2013, 2015, 2019, 2024 |

| Môn thể thao           | Năm                        |
| ---------------------- | -------------------------- |
| Bóng bầu dục bảy người | Chỉ năm 2012               |
| Cầu mây                | Tất cả trừ 2024            |
| Bơi                    | Tất cả                     |
| Bóng bàn               | 2009, 2011–2014, 2016-2019 |
| Quần vợt               | 2009, 2012–2014, 2016-2019 |
| Ba môn phối hợp        | Chỉ năm 2011               |
| Bóng chuyền            | 2009–2014, 2016-2019       |
| Bóng nước              | Chỉ năm 2011               |
| Water skiing           | Chỉ năm 2011               |
| Wushu                  | Chỉ năm 2014               |

## Tổng xếp hạng huy chương
| Hạng                | Đoàn                | Vàng | Bạc  | Đồng | Tổng số |
| ------------------- | ------------------- | ---- | ---- | ---- | ------- |
| 1                   | Thái Lan (THA)      | 380  | 338  | 384  | 1102    |
| 2                   | Indonesia (INA)     | 268  | 319  | 284  | 871     |
| 3                   | Malaysia (MAS)      | 265  | 277  | 296  | 838     |
| 4                   | Việt Nam (VIE)      | 209  | 149  | 141  | 499     |
| 5                   | Singapore (SIN)     | 141  | 162  | 244  | 547     |
| 6                   | Philippines (PHI)   | 41   | 43   | 105  | 189     |
| 7                   | Myanmar (MYA)       | 2    | 2    | 7    | 11      |
| 8                   | Brunei (BRU)        | 1    | 13   | 23   | 37      |
| 9                   | Lào (LAO)           | 0    | 6    | 26   | 32      |
| 10                  | Campuchia (CAM)     | 0    | 0    | 1    | 1       |
| Tổng số (10 đơn vị) | Tổng số (10 đơn vị) | 1307 | 1309 | 1511 | 4127    |